# Mauern (Bawaria)
Mauern – miejscowość i gmina w Niemczech, w kraju związkowym Bawaria, w rejencji Górna Bawaria, w regionie Monachium, w powiecie Freising, siedziba wspólnoty administracyjnej Mauern. Leży około 18 km na północny wschód od Freising.

## Dzielnice
Dzielnicami w gminie są: Alpersdorf, Bergmühle, Beselmühle, Besenried, Dürnseiboldsdorf, Enghausen, Freundsbach, Gandorf, Geiting, Grub, Hanslmühle, Hörgersdorf, Hufnagelreuth, Kleidorf, Kronwinkl, Mönchsberg, Niederndorf, Nußberg, Oberndorf, Riedlmühle, Scheckenhofen, Schlag, Schwarzberg, Schwarzersdorf, Thal, Waldruh, Wildenreuth, Wölflmühle i Wollersdorf.

## Demografia
Dane o ludności z 31 grudnia 2008:
| Opis                                | Ogółem | Ogółem | Kobiety | Kobiety | Mężczyźni | Mężczyźni |
| ----------------------------------- | ------ | ------ | ------- | ------- | --------- | --------- |
| Jednostka                           | osób   | %      | osób    | %       | osób      | %         |
| Populacja                           | 2730   | 100    | 1400    | 51,28   | 1330      | 48,72     |
| Wiek przedprodukcyjny (0–17 lat)    | 591    | 21,65  | 305     | 11,17   | 286       | 10,48     |
| Wiek produkcyjny (18–65 lat)        | 1755   | 64,29  | 881     | 32,27   | 874       | 32,01     |
| Wiek poprodukcyjny (powyżej 65 lat) | 384    | 14,07  | 214     | 7,84    | 170       | 6,23      |

## Polityka
Wójtem gminy jest Alfons Kipfelsberger z CSU, rada gminy składa się z osób.
|      | CSU | FWG | Razem |
| 2008 | 7   | 7   | 14    |
| 2002 | 7   | 7   | 14    |